# Distretti del Ruanda

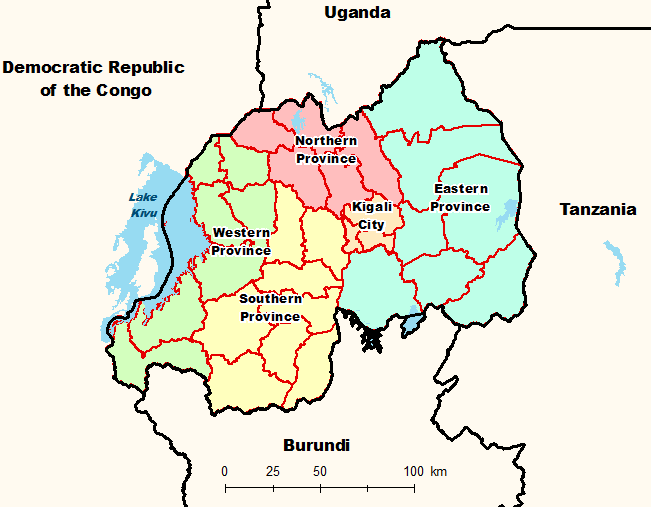
Distretti del Ruanda

I distretti del Ruanda (kinyarwanda: uturere, sing. akarere) sono la suddivisione di secondo livello del Paese, al di sotto delle province, e sono pari a 30. Ciascuno di essi si suddivide ulteriormente in settori.
I distretti sono elencati per provincia.

## Lista

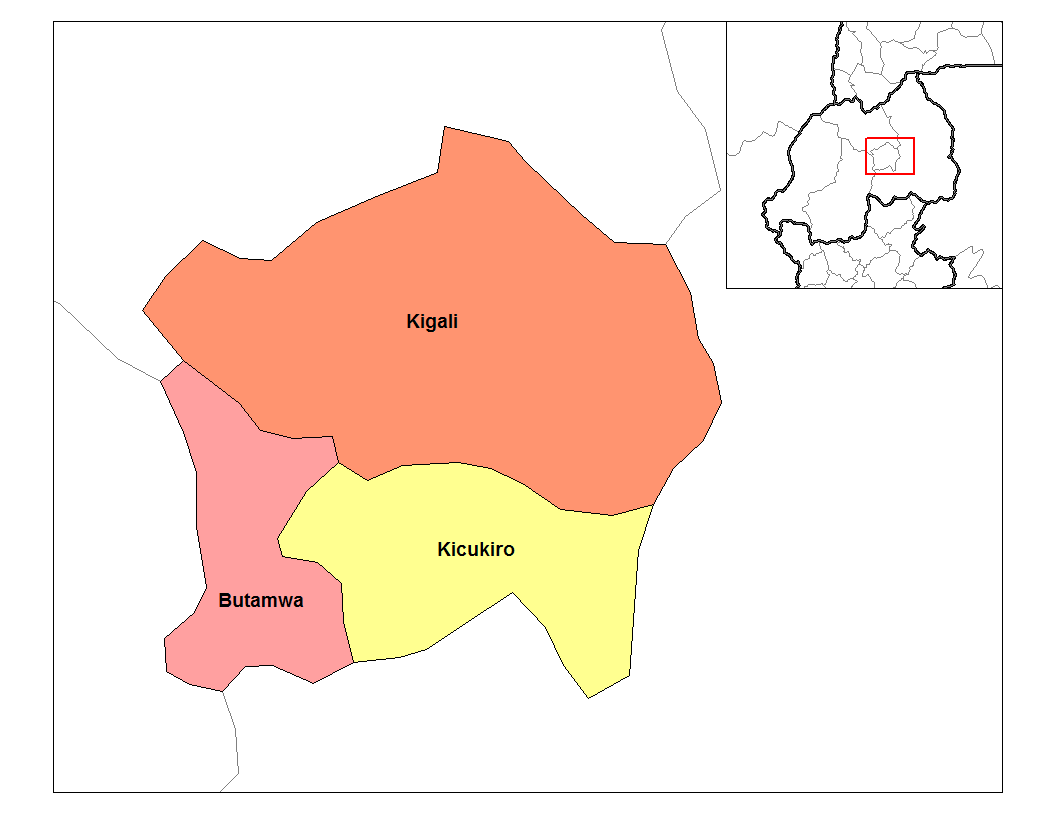
Distretti della Provincia di Kigali

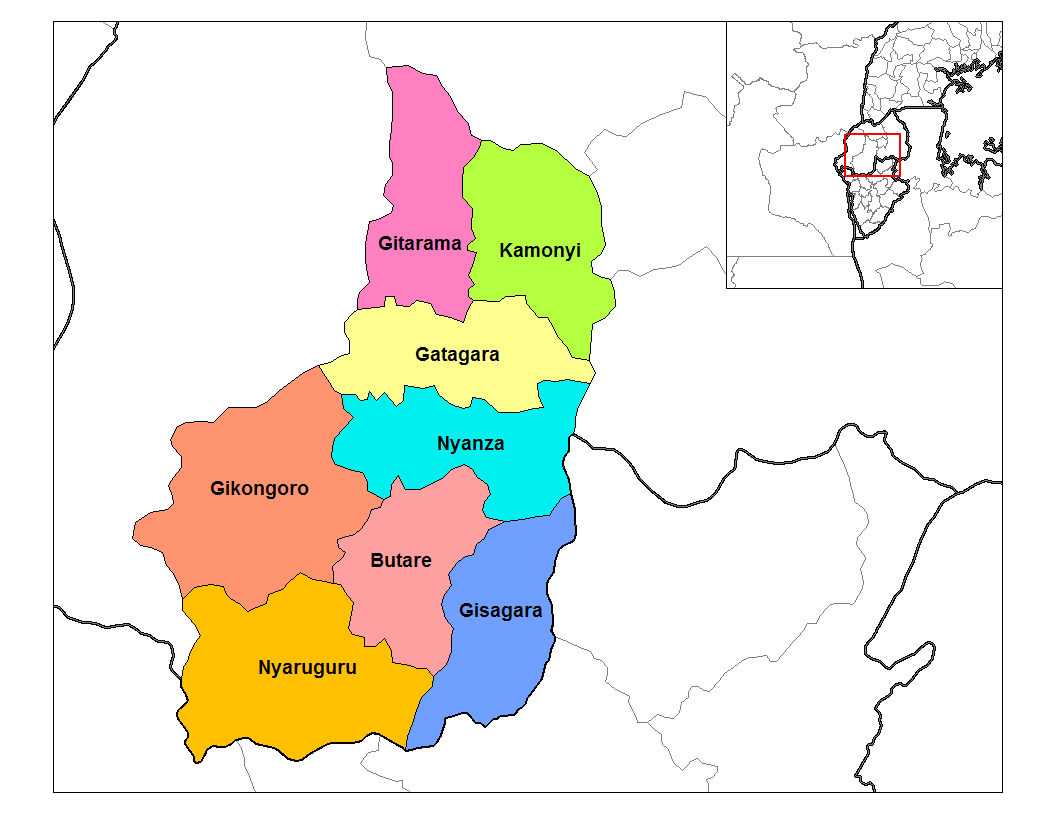
Distretti della Provincia Meridionale

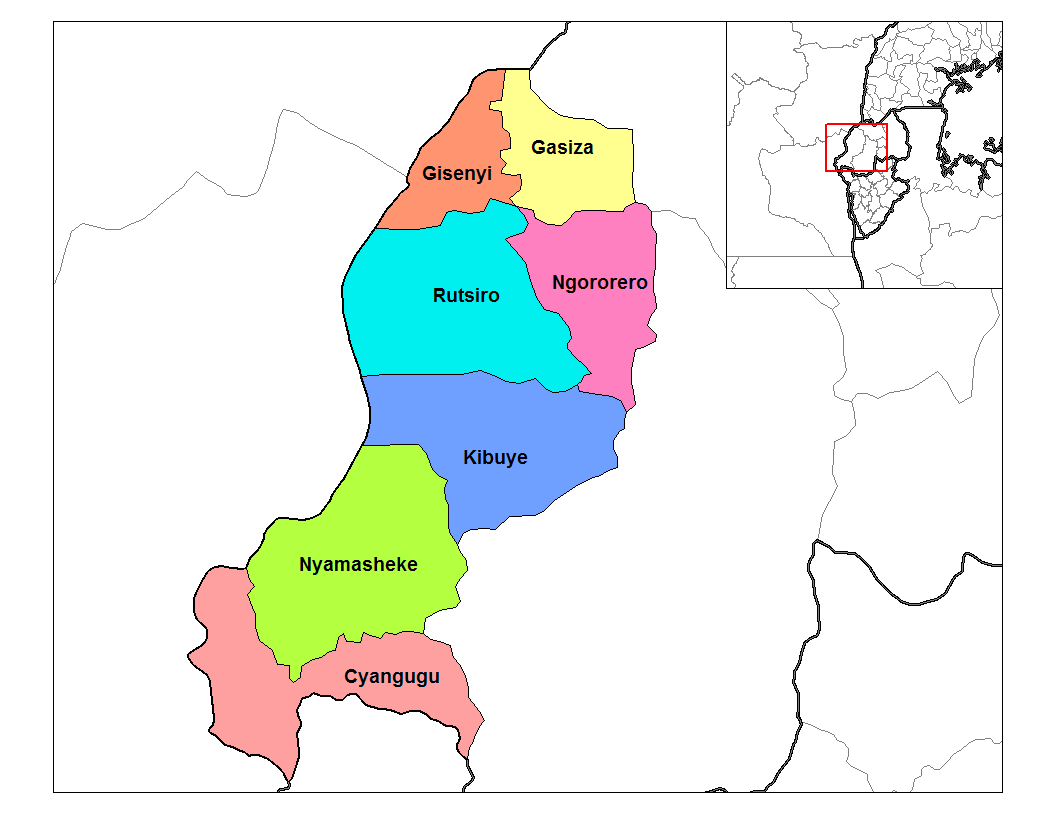
Distretti della Provincia Occidentale

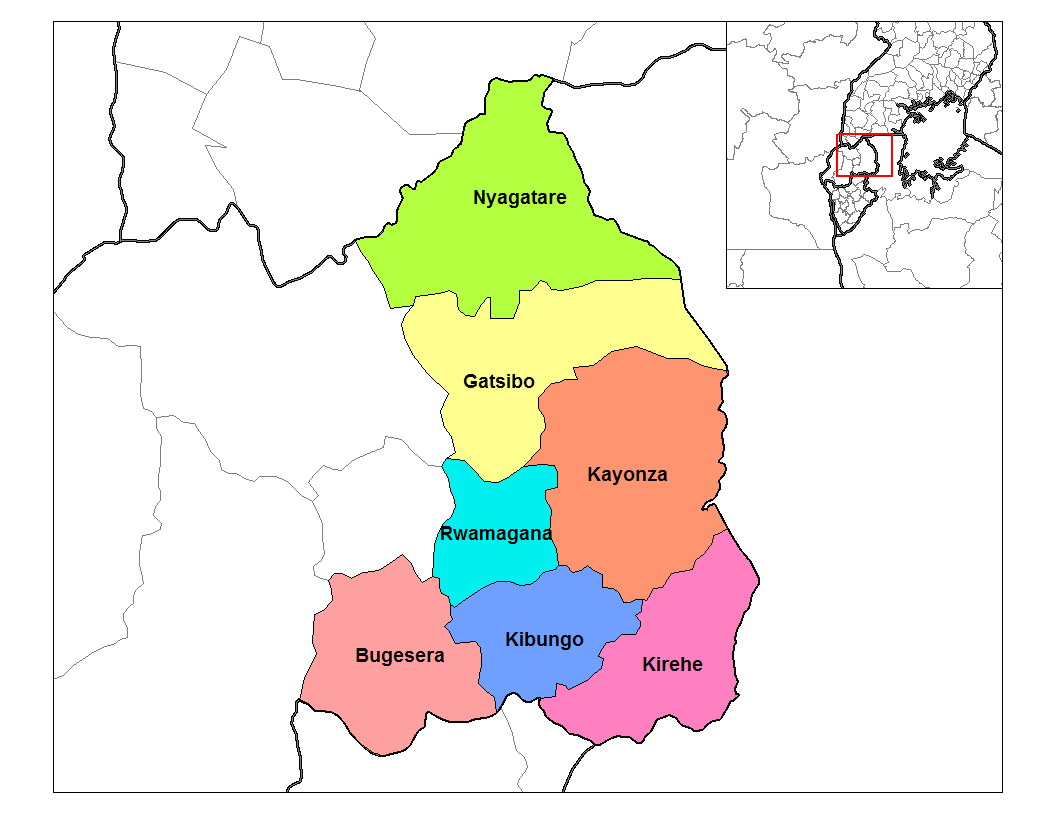
Distretti della Provincia Orientale

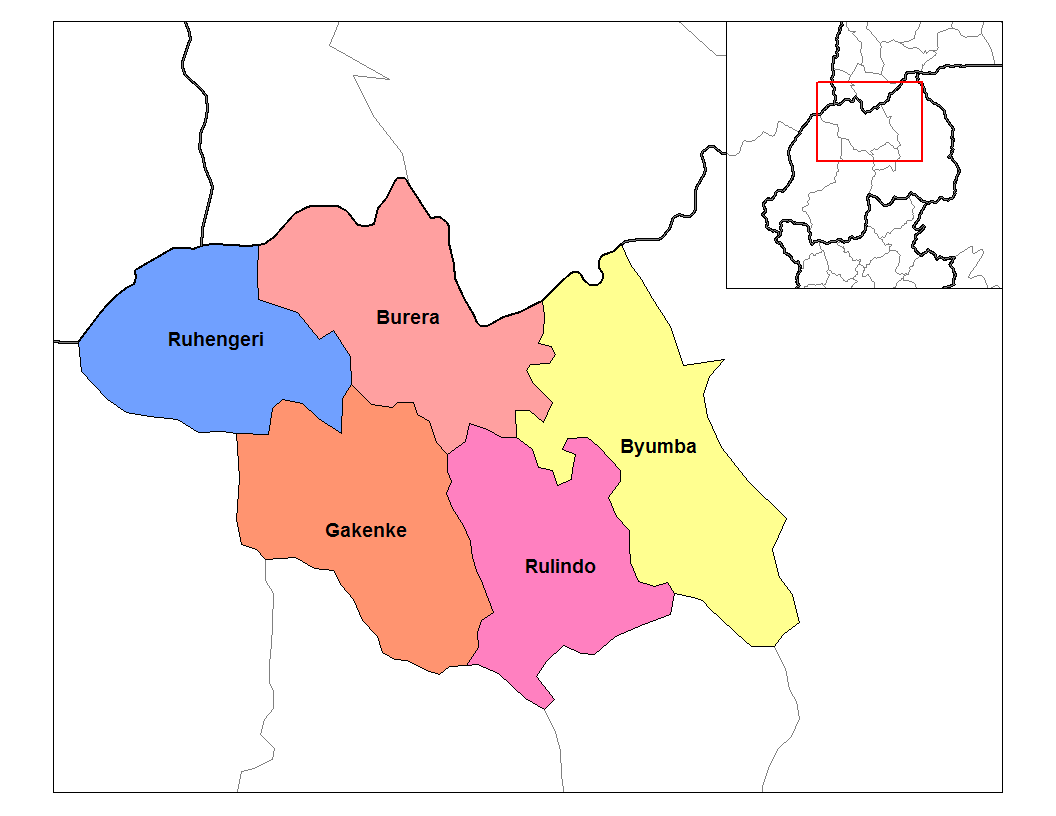
Distretti della Provincia Settentrionale

Provincia di Kigali
| Localizzazione | Distretto  | Capoluogo  | Popolazione (2012) | Superficie (km²) |
| -------------- | ---------- | ---------- | ------------------ | ---------------- |
|                | Gasabo     | Ndera      | 529 561            | 430              |
|                | Kicukiro   | Kagarama   | 318 564            | 167              |
|                | Nyarugenge | Nyarugenge | 284 561            | 134              |

Provincia Meridionale
| Localizzazione | Distretto | Capoluogo    | Popolazione (2012) | Superficie (km²) |
| -------------- | --------- | ------------ | ------------------ | ---------------- |
|                | Gisagara  | Ndora        | 322 506            | 680              |
|                | Huye      | Ngoma        | 328 298            | 581              |
|                | Kamonyi   | Gacurabwenge | 340 501            | 655              |
|                | Muhanga   | Nyamabuye    | 319 141            | 648              |
|                | Nyamagabe | Gasaka       | 341 491            | 1 090            |
|                | Nyanza    | Nyanza       | 323 719            | 672              |
|                | Nyaruguru | Kibeho       | 294 334            | 1 012            |
|                | Ruhango   | Ruhango      | 319 885            | 627              |

Provincia Occidentale
| Localizzazione | Distretto  | Capoluogo | Popolazione (2012) | Superficie (km²) |
| -------------- | ---------- | --------- | ------------------ | ---------------- |
|                | Karongi    | Rubengera | 331 808            | 993              |
|                | Ngororero  | Ngororero | 333 713            | 678              |
|                | Nyabihu    | Mukamira  | 294 740            | 532              |
|                | Nyamasheke | Kagano    | 381 804            |                  |
|                | Rubavu     | Gisenyi   | 403 662            | 388              |
|                | Rusizi     | Kamembe   | 400 859            | 959              |
|                | Rutsiro    | Gihango   | 324 654            | 1 159            |

Provincia Orientale
| Localizzazione | Distretto | Capoluogo | Popolazione (2012) | Superficie (km²) |
| -------------- | --------- | --------- | ------------------ | ---------------- |
|                | Bugesera  | Nyamata   | 361 914            | 1 288            |
|                | Gatsibo   | Kabarore  | 433 020            | 1 578            |
|                | Kayonza   | Mukarange | 344 157            | 1 937            |
|                | Kirehe    | Kirehe    | 340 638            | 1 192            |
|                | Ngoma     | Kibungo   | 336 928            | 861              |
|                | Nyagatare | Nyagatare | 466 944            | 1 741            |
|                | Rwamagana | Kigabiro  | 313 461            | 682              |

Provincia Settentrionale
| Localizzazione | Distretto | Capoluogo  | Popolazione (2012) | Superficie (km²) |
| -------------- | --------- | ---------- | ------------------ | ---------------- |
|                | Burera    | Rusarabuye | 336 582            | 645              |
|                | Gakenke   | Gakenke    | 338 234            | 704              |
|                | Gicumbi   | Byumba     | 395 606            | 829              |
|                | Musanze   | Muhoza     | 368 264            | 530              |
|                | Nyabihu   | Mukamira   | 294 740            | 532              |
|                | Rulindo   | Bushoki    | 287 681            | 567              |